# Cueshé
Cueshé es una banda musical de OPM pop/rock de Filipinas, originarios de Cebú. La palabra Cueshé proviene de "Cue", que significa  "búsqueda de plátanos", de una merienda delicada en Filipinas, que son los pinchos de plátanos recubiertos con caramelo y el pronombre "ella" (pronunciado Shay), fue bautizado después de su exvocalista. En sus primeros días como banda realizaron un espectáculo de Cebú, su baterista Mike Manaloto, estuvo en  su primer ensayo de estudio. Después de su práctica, que comía su comida favorita, el plátano cue. Un accidente en motocicleta que ocurrió el pasado 24 de diciembre de 2001, le sucedió a su vocalista femenina, con eso en mano, Jay Justiniani sustituye a la antigua vocalista después de su recuperación. Rubén Caballero más tarde se unió al grupo. En primer lugar que junto con Jay, fue solo la voz, más tarde él pasó a mayores alturas, se convirtió en un rítmico guitarrista / vocalista.  El pianista / tecladista Jhunjie Dosdos, luego entró a formar parte de la banda para mostrar su talento que perfeccionó durante su día más joven. En marzo de 2005, cuando se decidió impulsar a través del "Rock de Filipinas en La Meca", se hicieron conocer en la ciudad de Manila. La banda grabó recientemente, el tema musical para la serie de televisión de Filipinas "Tesoros de Asia", titulado "Walang Yamang (Mas Hihigit Sa" Yo) ", que incluye en la versión de su álbum" Back To Me ". 

## Miembros
- Jay Justiniani - Vocalista
- Rubén Caballero - vocalista y guitarra
- Jovan Mabini - guitarras
- Fritz Labrado - Bajo
- Jhunjie Dosdos - Keyboards
- Mike Manaloto - Percusión

## Discografía

### Álbumes
- Vaciar la mitad, la mitad (2005)
- Volver a mí (2006)
- Volver a mí (reenvasado; 2007)
- Solteros

- Datos: Q3699199